# Utility Air Regulatory Group v. EPA

Utility Air Regulatory Group v. EPA (traduisible en français « Groupe de réglementation de l’air utilitaire contre Agence de protection de l'environnement »), 573 US 302 (2014), est une affaire judiciaire portée en 2014 devant la Cour suprême des États-Unis concernant la réglementation des émissions de gaz à effet de serre (GES) par l'Agence de protection de l'environnement des États-Unis (EPA), en vertu du Clean Air Act (CAA).
La Cour suprême a largement confirmé le pouvoir de l'EPA à réglementer les émissions de GES. À sept voix contre deux, les juges ont estimé que l'EPA était fondée à réguler les émetteurs de GES déjà astreints à des autorisations pour les émissions de polluants conventionnels (autre que GES) au titre du CAA. En revanche, un argument majeur de l'EPA visant à réglementer dans l'absolu (indépendamment de leur soumission préexistante à des autorisations au titre du CAA) les sites émetteurs de GES est rejeté à 5 voix contre 4,.

## Contexte
En 2007, la Cour suprême des États-Unis statue dans l'affaire Massachusetts c.EPA que l'Environmental Protection Agency a le pouvoir de réglementer les émissions de gaz à effet de serre si elle détermine que les émissions mettent en danger la santé publique. En 2010, l'EPA introduit un nouvel ensemble de réglementations destinées à contrôler les émissions de dioxyde de carbone des véhicules légers et lourds ainsi que des générateurs et des sources industrielles et utilitaires. Une coalition de compagnies d'électricité conteste la légalité de la réglementation en arguant que les données scientifiques utilisées par l'EPA pour décider de la réglementation étaient inexactes.
En 2012, un panel de trois juges de la cour d'appel des États-Unis pour le circuit du district de Columbia rejette à l’unanimité ces contestations. En 2013, l'affaire est acceptée pour examen par la Cour suprême des États-Unis.

## Décision
Le juge Antonin Scalia est l'auteur de l'opinion majoritaire, à laquelle les juges John G. Roberts, Jr. et Anthony Kennedy se sont entièrement joints. La Cour statue que l'EPA peut réglementer les émissions de gaz à effet de serre des centrales électriques et d'autres grandes sources fixes de pollution, mais qu'elle a outrepassé son autorité lorsqu'elle a commencé à utiliser les mêmes réglementations sur des sources fixes plus petites comme les centres commerciaux, les immeubles d'habitation et les écoles.
Dans son avis, le juge Scalia note que le Clean Air Act impose des exigences spécifiques aux sources fixes de pollution qui ont le potentiel d'émettre 250 tonnes par an de "n'importe quel polluant atmosphérique" ou 100 tonnes par an pour certains types de sources. En outre, les termes « tout polluant atmosphérique » dans cet article de la loi font spécifiquement référence aux polluants atmosphériques réglementés, et non aux émissions de gaz à effet de serre. Lorsque l'EPA tente d'appliquer les mêmes normes à n'importe quelle source d'émissions de gaz à effet de serre, la Cour objecte que cela « élargirait radicalement ces programmes, les rendant à la fois ingérables et méconnaissables pour le Congrès qui les a conçus ». L’EPA avait adopté un seuil différent pour les sources d’émissions de gaz à effet de serre, soit 100 000 tonnes par an. La Cour déclare : « Une agence n'a pas le pouvoir d'« adapter » la législation aux objectifs politiques bureaucratiques en réécrivant les termes statutaires sans ambiguïté. ».
D'autre part, la Cour statue que l’EPA peut réglementer les grandes sources d’émissions de gaz à effet de serre si elles étaient déjà réglementées pour l’émission de polluants conventionnels. Le juge Scalia écrit que « l'EPA peut... continuer à traiter les gaz à effet de serre comme un « polluant soumis à réglementation » » en vertu des dispositions de la loi.
Le juge Stephen Breyer rédige une opinion dissidente, à laquelle se sont joints Ruth Bader Ginsburg, Sonia Sotomayor et Elena Kagan. Le juge Breyer soutient que l'EPA aurait dû être autorisée à interpréter le terme « tout polluant atmosphérique » de manière large pour inclure également les émissions de gaz à effet de serre : « Je ne suis pas d'accord avec la Cour, sur la décision selon laquelle la seule façon d'éviter un résultat absurde ou autrement inadmissible dans ces cas est pour créer une exception atextuelle relative aux gaz à effet de serre à l'expression « tout polluant atmosphérique ». ».